# Byrrhinus borneensis
Byrrhinus borneensis är en skalbaggsart som beskrevs av Maurice Pic 1923. Byrrhinus borneensis ingår i släktet Byrrhinus och familjen lerstrandbaggar. Inga underarter finns listade i Catalogue of Life.